# گلوژنه (استان لووچ)
گلوژنه (به بلغاری: Glozhene) یک منطقهٔ مسکونی در بلغارستان است که در شهرستان تتون، بلغارستان واقع شده‌است.